# Pachypterinella fusca
Pachypterinella fusca är en insektsart som beskrevs av Victor Lallemand 1927. Pachypterinella fusca ingår i släktet Pachypterinella och familjen spottstritar. Inga underarter finns listade i Catalogue of Life.